# Uttenreuth
Uttenreuth er en kommune i Landkreis Erlangen-Höchstadt i Regierungsbezirk Mittelfranken i den tyske delstat Bayern. Den er administrationsby for Verwaltungsgemeinschaft Uttenreuth, som også kommunerne Buckenhof, Spardorf og Marloffstein er med i.

## Geografi
Uttenreuth ligger cirka fem kilometer øst for Erlangen i dalen til floden Schwabach.

### Nabokommuner
Nabokommuner er Dormitz (mod øst), Neunkirchen am Brand (nordøst), Marloffstein (nord), Spardorf (nordvest) og Buckenhof (vest). Mod syd ligger Sebalder Reichswald.